# Pierre de La Baume

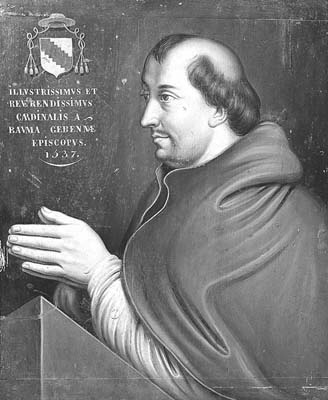
Kardinal Pierre de La Baume

Pierre de La Baume (* um 1477 in Montrevel-en-Bresse; † 4. Mai 1544 in Arbois) war von 1522 bis 1543 Bischof von Genf, von 1541 bis 1543 Erzbischof von Besançon und seit 1539 Kardinal.

## Leben
Pierre gehörte der aus  der Bresse stammenden Adelsfamilie La Baume-Montrevel an. Seine Eltern waren Guy de La Baume, Graf von Montrevel und Jeanne de Longwy. Der Kardinal Claude de La Baume und Erzbischof von Besançon war Pierres Neffe.
Er studierte an der Universität Dole und wurde 1502 Doktor der Theologie. Er war Kanoniker und Archidiakon in Aix-en-Provence und Kanoniker in Lyon. Er hatte den Ehrentitel eines Apostolischen Protonotars und war Abt von Saint-Claude und San Giusto in Susa. Er war Ratgeber Herzog Karls III. von Savoyen und Delegierter Savoyens auf dem Laterankonzil.
Als sich der Genfer Bischof Johann von Savoyen 1520 aus gesundheitlichen Gründen nach Pinerolo zurückzog, wurde Pierre Koadjutor mit Nachfolgerecht und Administrator des Bistums Genf. Er folgte 1522 nach Johannes’ Tod als Bischof von Genf. 1530 wurde er Koadjutor mit Nachfolgerecht des Erzbischofs von Besançon Antoine de Vergy. In die Auseinandersetzungen zwischen den Genfer Bürgern und dem Herzog von Savoyen griff er nicht ein, was zu einer Entfremdung seiner Untertanen führte. Er weilte nur selten in Genf, währenddessen begannen sich die Ideen der Reformation in der Stadt auszubreiten. Papst Paul III. erhob de La Baume am 19. Dezember 1539 zum Kardinal, am 21. November 1541 wurde er Kardinalpriester der Titelkirche Santi Giovanni e Paolo. Nach dem Tod von Antoine de Vergy folgte Pierre am 21. November 1541 als Erzbischof von Besançon. 1543 resignierte er als Bischof von Genf und Erzbischof von Besançon, wo ihm sein Neffe Claude de La Baume folgte.
Pierre de La Baume starb am 4. Mai 1544 in Arbois und wurde dort in der Kirche Saint-Just beerdigt.